# لورانس جونز
لورانس جونز (بالإنجليزية: Lawrence Jones)‏ هو شخصية أعمال بريطاني، ولد في 1 أغسطس 1968 في Denbigh ‏ في المملكة المتحدة.